# Frankfort, Quận Marathon, Wisconsin
Frankfort là một thị trấn thuộc quận Marathon, tiểu bang Wisconsin, Hoa Kỳ. Năm 2010, dân số của thị trấn này là 652 người.